# کریستل استوارت
کریستل استوارت (به انگلیسی: Crystle Stewart) (زاده ۲۰ سپتامبر ۱۹۸۱) بازیگر، مجری تلویزیون، مدل و ملکه زیبایی اهل آمریکا است.
او در سال ۲۰۰۸ ملکه زیبایی ایالات متحده آمریکا شد و به نمایندگی از کشور آمریکا در مسابقات دوشیزه جهان ۲۰۰۸ که در کشور ویتنام برگزار شده بود شرکت کزد و جز ۱۰ نفر برتر شد.
استوارت پس از ریچل اسمیت در سال ۲۰۰۷، دومین دوشیزه متوالی از آمریکا شد که در مسابقه دوشیزه جهان ۲۰۰۸ مرحله لباس شب دچار لغزش شد و زمین خورد اما او با کف زدن حضار را تشویق به کف زدن کرد و اعتماد به نفس خود را بالا برد برخلاف اسمیت، استوارت به پنج نفر برتر صعود نکرد و در نهايت هشتم شد.
او همچنین از سال ۲۰۲۰ تا ۲۰۲۲ مدیریت برگزاری مراسمات ملکه زیبایی ایالات متحده آمریکا و دوشیزه نوجوان ایالات متحده آمریکا را برعهده داشت.